# Ainol NOVO8
NOVO8是由深圳艾諾電子所研發及生產，使用8吋顯示面板、並採用Android操作系統的平板電腦系列。
NOVO8採用AMLogic公司的AML8726-M處理器，核心為Cortex-A9架構，單核心設計，主頻800 MHz，內設512 MB RAM，8 GB內置快閃記憶體，外置microSDHC插槽，圖形單元為ARM Mali-400，支援1080p視訊解碼及HDMI輸出。採用8吋1280X768 16:10比例電容觸摸屏。
NOVO8設有miniUSB接口，並支援普通USB接口的OTG硬碟，及Wi-Fi（802.11 b/g/n）無線網絡。

## 外部連結
- Ainol艾諾電子官方網站
- Ainovo艾諾電子英語官方網站